# Surinaams-Nederlands
In Suriname wordt een variëteit van het Nederlands gesproken, het Surinaams-Nederlands. Surinaams-Nederlands is dus geen andere taal dan het Standaardnederlands, maar een variëteit zoals ook het Belgisch-Nederlands en het Nederlands-Nederlands dat zijn.
De variëteit verschilt op meerdere vlakken van het Europees Nederlands. Er zijn verschillen op vlak van uitspraak, woordenschat, en grammatica. Veel van deze verschillen zijn te verklaren doordat het Surinaams-Nederlands werd (en wordt) beïnvloed door andere in Suriname gesproken talen, in totaal twintig.
De status van het Nederlands in Suriname is die van de officiële landstaal. Het is de taal die gebruikt wordt door de overheid en in het onderwijs. Het Surinaams-Nederlands als eigen variant wordt soms echter beschouwd als een 'mindere' versie van het Europese Nederlands.

## Status
In Suriname worden zo'n twintig talen gesproken (zie Talen van Suriname). Uit een onderzoek, gedaan door de Nederlandse Taalunie, blijkt dat 60% van de Surinaamse bevolking het Nederlands als moedertaal heeft. Het Nederlands heeft dus een sterke positie in Suriname, zeker in de meer formele domeinen, zoals het onderwijs, overheid, en media. Het Nederlands is officieel de enige taal die op school gebruikt mag worden. Onder elkaar in minder formele contexten spreken de meeste Surinamers echter Sranantongo - de informele lingua franca van het land.
Surinaams-Nederlands wordt soms beschouwd als een 'minder goede' variëteit van het Europese Nederlands. Dit komt voort uit het feit dat het Europees Nederlands tijdens de koloniale periode als de standaardtaal werd aangevoerd. Vooral de oudere generaties zien de Europese variëteit nog steeds als de 'correcte' variëteit. De jongere generaties zijn echter trots op de varianten die het Surinaams-Nederlands heeft, en willen niet meer spreken als de vroegere overheerser. In het wetenschappelijk onderzoek is het Surinaams-Nederlands lang verwaarloosd. Zo is er bijvoorbeeld meer onderzoek gedaan naar het Sranan, een andere Surinaamse taal. De laatste jaren zijn echter pogingen gedaan om hier verandering in te brengen, en de interesse in het Surinaams-Nederlands stijgt.
Op 12 december 2003 werd in Brussel een associatieverdrag tussen Suriname en de Nederlandse Taalunie ondertekend. Sinds 2004 is Suriname geassocieerd lid van de Taalunie en sinds begin 2005 beschikt het Algemeen Secretariaat van de Taalunie over een medewerker in Paramaribo. Suriname is dus lid van de Taalunie, waardoor het de officiële status als variëteit van het Nederlands krijgt. Hierdoor is het in theorie even gewichtig als het Nederlands-Nederlands en het Belgisch-Nederlands. Na het associatieverdrag werden veel typisch Surinaams-Nederlandse woorden toegevoegd aan het Groene Boekje.

## Kenmerken
Het Surinaams-Nederlands verschilt op verschillende vlakken (uitspraak, woordenschat, grammatica) van het Europese Nederlands. De meeste van die verschillen zijn te verklaren door invloed van andere in Suriname gesproken talen, zoals het Sranan.
Wel moet opgemerkt worden dat er niet echt sprake is van één Surinaams-Nederlands. Het Surinaams-Nederlands is eerder een continuüm, met aan de ene kant een zeer sterk door andere talen beïnvloede vorm en aan de andere kant een zeer dicht bij het Standaardnederlands liggende vorm. Dit kan vergeleken worden met de situatie van het Belgisch-Nederlands, dat één de ene kant een variëteit heeft die nauw aansloot bij het Nederlands-Nederlands, en aan de andere kant variëteiten die sterk aansluiten bij de regionale Belgische dialecten.

### Uitspraak
Het bekendste uitspraakverschil tussen het Surinaams-Nederlands en het Europees Nederlands is de bilabiale uitspraak van de w. Deze klank komt ook in het Standaardnederlands voor, bijvoorbeeld aan het einde van het woord eeuw. Voor Nederlanders en Vlamingen klinkt hij vaak als oe. Om het Surinaams-Nederlands schriftelijk weer te geven gebruikt men dan ook soms "oew" ("Oewaar oewoon jij?"). Er zijn mensen die beweren dat deze uitspraak ontstaat door de dikkere lippen van Afro-Surinamers. Dit is echter niet waar. Ten eerste spreken ook andere Surinamers, zoals Hindoestanen en Javanen, de w zo uit; ten tweede komt zo'n w ook voor in Europese talen (zoals het Engels) en zelfs in sommige Europese dialecten van het Nederlands (bijvoorbeeld bij sommige Limburgers).
Naast de w verschillen ook de Surinaamse z en de v van het Standaardnederlands. Zij klinken als, respectievelijk, een s en een f, een verschuiving die ook in het Amsterdams voorkomt. De Surinaamse r is een tongpunt-r, een rollende r dus.
Naast deze klankverschillen is er ook een verschil qua intonatie. In het Europees Nederlands daalt de toon aan het einde van een mededelende zin, in het Surinaams-Nederlands niet. Een gewone mededeling van een Surinamer kan hierdoor voor een Vlaming of Nederlander licht verontwaardigd klinken. Vooral aan de intonatie is de invloed van inheemse Surinaamse talen te horen

### Woordenschat
Het Surinaams-Nederlands heeft veel leenwoorden en leenvertalingen opgenomen uit de andere talen die door de Surinaamse bevolking worden gesproken, vooral uit het Sranantongo. Voorbeelden zijn zwamp ("moeras"), slijsen ("in plakjes snijden") en zoetolie ("slaolie" van sweet oil) uit het Engels, massen ("stampen"), lontai ("piment") en aleisi ("rijst") uit het Sranantongo, duku ("geld", van dhuku) uit het Sarnami Hindoestani en bacove ("banaan") uit het Portugees. Daarnaast kent het Surinaams-Nederlands enkele eigen creaties, zoals kousenband (als aanduiding voor de boonsoort Vigna unguiculata), slaappak ("pyjama") en verhaalboek ("roman") en heeft sommige woorden bewaard die in het Europees Nederlands soms verloren zijn gegaan, zoals wied ("onkruid"), bekken ("wasteil") en schaften ("lunchpauze houden").
Door de immigratie van grote aantallen Surinamers naar Nederland zijn enkele woorden uit het Surinaams-Nederlands opgenomen in het Nederlands in Nederland of althans vertrouwd geworden voor veel Nederlanders. Enkele voorbeelden zijn kousenband, buitenvrouw ("maîtresse"), roti (een gerecht) en schaafijs (een soort consumptie-ijs). Ook zijn veel woorden in de straattaal en het Murks opgenomen.
In 1989 werd het "Woordenboek van het Surinaams-Nederlands" opgesteld door J. van Donselaar. Hierin worden woorden aangetroffen als geslagen vijanden ("gezworen vijanden"), getrouwde vrouw ("wettige echtgenoot"), schoonbroer ("zwager", ook gebruikt in Vlaanderen en (als skoonbroer) in Zuid-Afrika en Namibië gebruikelijk) en voeteren ("lopen").

### Grammatica
De afwijkende woordenschat is het best gekende aspect van het Surinaams-Nederlands en ook dat waar het meeste onderzoek naar verricht is. Het Surinaams-Nederlands verschilt echter ook qua grammatica van het Standaardnederlands, onder andere door ander gebruik van lidwoorden en voornaamwoorden, ander gebruik van hulpwerkwoorden en soms zelfs een afwijkende woordvolgorde.

#### "kleine woorden"
Het lidwoord de wordt in het Surinaams-Nederlands vaak vervangen door die ("Ik kom zo Rudy, zet die melk op het vuur."). Dit is een oud fenomeen; het werd al in 1765 door Pieter van Dyk vermeld. Ook worden lidwoorden weleens weggelaten in het Surinaams-Nederlands, bijvoorbeeld: "Luister, voordat ik kans mis je te zeggen."
Kleine, niet strikt noodzakelijke woorden (vaak loze woorden zoals het, dat of er) worden in het algemeen nog al eens weggelaten in het Surinaams-Nederlands, hoewel zeker niet altijd. Men zegt bijvoorbeeld "Ik weet niet." i.p.v. "Ik weet het niet.", of "Ik heb geen zin in." i.p.v. "Ik heb er geen zin in." Ook wederkerende voornaamwoorden worden soms weggelaten. Men zegt bijvoorbeeld "Hij verbeeldt dat hij kan voetballen" i.p.v. "Hij verbeeldt zich dat hij kan voetballen." Het zijn echter niet uitsluitend verwijswoorden die wegvallen. Het woord heen in "Waar ga je heen?" valt ook weleens weg. Men zegt dan "Waar ga je?"
Ook het woord dat dat een bijzin inleidt wordt soms weggelaten ("Ik geloof hij hoorde het al"), maar ook soms toegevoegd wanneer een bijzin wordt ingeleid door een vraagwoord ("die plaats waar dat hij is gaan schuilen").
Daarnaast bestaan in het Surinaams-Nederlands twee eigen voornaamwoorden: dat ding voor "dat, het" en die mannen voor "zij, ze". Deze constructies kunnen dus ook naar abstracte ideeën verwijzen en niet enkel naar een ding of bepaalde mannen, zoals in het Standaardnederlands. Een voorbeeld is de uitspraak "Och kind, dat ding was zo streng." van een oudere boeroe-vrouw. Hierin slaat dat ding op haar opvoeding, jeugd en leven in het algemeen. Daarnaast wordt die... van gebruikt in plaats van een bezittelijk voornaamwoord zoals me of haar. Men zegt dus "die vrouw van me" i.p.v. "mijn vrouw", of "die jongens en meisjes van haar" i.p.v. "haar kinderen".
Daarnaast gebruikt het Surinaams-Nederlands op sommige plaatsen de beklemtoonde versie van een voornaamwoord (bv: mij, jou) waar het Standaardnederlands een onbeklemtoonde vorm (bv: me, je) zou gebruiken.

#### werkwoorden
Het werkwoord gaan wordt in het Surinaams-Nederlands als hulpwerkwoord voor de toekomende tijd gebruikt. Dat kan ook in het Standaardnederlands, maar dan in een veel beperktere context: gaan kan deze functie enkel hebben als er sprake is van een bewuste intentie ("Hij gaat zijn examen leren.") In Suriname heeft het woord veel meer de functie van een echt hulpwerkwoord. Men gebruikt bijvoorbeeld zinnen zoals "U gaat het niet vinden." en het wordt zelfs gebruikt in combinatie met andere hulpwerkwoorden, zoals kunnen of moeten ("Ik ga kijken wat ik voor je ga kunnen doen.") Zo wordt bijvoorbeeld het feit dat een handeling langere tijd duurt, uitgedrukt met gaan staan, bijvoorbeeld: "Nadat hij was gaan staan boomschudden."
Ook wordt het woord gaan in het Surinaams-Nederlands vaak gebruikt ter vervanging van de passieve zin. Men zegt bijvoorbeeld "Het kind gaat dopen." i.p.v. "Het kind wordt gedoopt."
Naast gaan wordt ook komen op een andere manier gebruikt dan in het Standaardnederlands, bijvoorbeeld in zinnen als "Wanneer regen zich liet komen vallen."
Het Surinaams-Nederlands gebruikt daarnaast soms intransitieve werkwoorden op een transitieve manier. Men zegt "iemand schreeuwen" i.p.v. "tegen iemand schreeuwen."
Voor sommige uitdrukkingen met dezelfde betekenis worden andere woorden gebruikt, bijvoorbeeld "hoe je het wendt of keert" is in Suriname "hoe je het draait of keert".